# Sukehiro Hasegawa
Sukehiro Hasegawa, né le 28 novembre 1942 au Japon, est conseiller spécial du Premier ministre du Timor Oriental et professeur à l’Université Hōsei à Tokyo, ainsi que professeur invité à l'Université des Nations unies. Il a été représentant spécial du Secrétaire général de l'ONU pour le Timor Oriental de mai 2004 à septembre 2006.

## Formation
Sukehiro Hasegawa est diplômé de l’université du Michigan et de l’université chrétienne internationale de Tokyo, et a reçu un doctorat en relations internationales de l’université de Washington.

## Carrière aux Nations unies
Sukehiro Hasegawa a travaillé pour les Nations unies de 1969 à 2006, et a occupé des postes de haut niveau au Programme des Nations unies pour le développement (PNUD), et dans plusieurs opérations de maintien de la paix au Cambodge, en Somalie, au Rwanda et au Timor Oriental.
Il a été représentant résident adjoint du PNUD au Népal de 1978 à 1980 puis en Indonésie de 1980 à 1984. Par la suite, il a occupé les fonctions de représentant et coordonnateur pour les activités opérationnelles des Nations unies aux Samoa et aux Îles Cook. En 1993, Sukehiro Hasegawa a encadré les observateurs internationaux pour les élections générales du Cambodge.
En avril 1994, il a été nommé directeur de la planification de l’Opération des Nations unies en Somalie (UNOSOM II). En janvier 1995, il a pris le poste de coordinateur résident et coordinateur de l’action humanitaire au Rwanda. Par la suite il a été successivement administrateur associé et directeur adjoint pour l’Asie et le Pacifique du PNUD à New York.
De 2002 a 2006, Sukehiro Hasegawa été coordinateur résident puis représentant spécial du secrétaire général pour la mission de maintien de la paix au Timor Oriental. Il poursuit désormais une carrière universitaire au Japon.